# Евгений (узурпатор)
Вижте пояснителната страница за други личности с името Евгений.
Евгений е римски узурпатор в римската провинция Сирия, по времето на тетрархията. Той е трибун на 500 войници, стационирани в Селвекия, които го обявяват за император през 303 или 304 г. Скоро след това той се придвижва заедно с армията си към Антиохия, където загива в битка.